# Marc Riboud
Marc Riboud (24. června 1923, Lyon, Francie – 30. srpna 2016, Paříž) byl francouzský fotograf a fotoreportér nejznámější svou rozsáhlou reportáží z Dálného Východu: The Three Banners of China, Face of North Vietnam, Visions of China a In China. Vystudoval inženýrství na École centrale de Lyon. V letech 1948–1952 pracoval ve strojírenském závodu. Jeho koníčkem byla fotografie, byl ovlivněn Henri Cartier-Bressonem, se kterým se i osobně setkal. Během dovolené v roce 1953 fotografoval na divadelním festivalu v Lyonu a výsledné fotografie byly otištěny v časopisu Arts. Na základě tohoto úspěchu se rozhodl nevrátit se do zaměstnání, ale stát se profesionálním fotografem. Ve stejném roce byl přijat za člena agentury Magnum Photos. Jako fotoreportér pracoval v mnoha zemích světa, fotografoval v Číně, Japonsku, Vietnamu, Indii, Alžíru, Africe.

## Mládí a vzdělání
Narodil se v Lyonu 24. června 1923. Svůj první snímek pořídil v roce 1937 pomocí fotoaparátu svého otce Vest Pocket Kodak. Jako mladý muž během druhé světové války působil v letech 1943 až 1945 ve francouzském odboji. Po válce v letech 1945 až 1948 vystudoval inženýrství na École centrale de Lyon. V letech 1948–1952 pracoval ve strojírenském závodu.

## Kariéra
Až do roku 1951 pracoval Riboud jako inženýr v továrnách v Lyonu, ale v roce 1953 si vzal týdenní dovolenou strávenou fotografováním. Fotografoval na divadelním festivalu v Lyonu a výsledné fotografie byly otištěny v časopisu Arts. Na základě tohoto úspěchu se rozhodl nevrátit se do zaměstnání, ale stát se profesionálním fotografem. Odstěhoval se do Paříže, kde potkal Henri Cartier-Bressona, Roberta Capu a Davida Seymoura, zakladatele Magnum Photos. Ještě v témže roce 1953 se stal členem této organizace. Jeho schopnost zachytit prchavé životní okamžiky prostřednictvím silných kompozic byla již v jeho začátcích patrná a tato dovednost mu dobře sloužila po nadcházející desetiletí.
V následujících několika desetiletích cestoval Riboud po celém světě. V roce 1957 byl jedním z prvních evropských fotografů, kteří odjeli do Číny a v letech 1968, 1972 a 1976 vydal Riboud několik reportáží o severním Vietnamu. Později cestoval po celém světě, ale hlavně v Asii, Africe, USA a Japonsku. Riboud byl svědkem válečných zvěrstev (fotografování z vietnamské i americké strany vietnamské války) a zjevného zhoršení kultury potlačené zevnitř (Čína během let kulturní revoluce předsedy Mao Ce-tunga). Naproti tomu, když zachytil každodenní život lidí ve vyprahlých částech světa (Fès, Angkor, Acapulco, Niger, Váránasí, Šen-si) a lyriky dětských her v každodenním Paříži. V roce 1979 Riboud agenturu Magnum opustil.
Riboudovy fotografie se objevily v mnoha časopisech, včetně Life, Géo, National Geographic, Paris Match a Stern. Dvakrát získal cenu Overseas Press Club Award, získal cenu Lifetime Achievement Award na soutěži Sony World Photography Awards 2009 a měl významné retrospektivní výstavy v Musée d'Art Moderne de la Ville de Paris a Mezinárodním fotografickém centru v New Yorku.
Riboud byl zvolen čestným členem Královské fotografické společnosti v roce 1998.

## Fotografie
Jedním z nejznámějších Riboudových obrazů je Eiffel Tower Painter, pořízená v Paříži v roce 1953. Zobrazuje muže, který natírá věž v póze tanečníka, umístěného mezi kovovými armaturami věže. Pod ním se z fotografického oparu vynořuje Paříž. Na Riboudových obrazech se často objevují osamělé postavy. V Ankaře je centrální postava postavena proti průmyslovému pozadí, zatímco ve Francii leží osamocený člověk na poli. Vertikální kompozice zdůrazňuje krajinu, stromy, oblohu, vodu a vlající trávy, které věci obklopují, ale nepřehlušují lidský element.
Snímek pořízený Riboudem dne 21. října 1967, nazvaný The Ultimate Confrontation: The Flower and the Bayonet patří mezi nejslavnější protiválečné snímky. Fotografii pořídil ve Washingtonu, D.C., kde se před Pentagonem shromáždily tisíce protiválečných aktivistů, aby protestovali proti účasti Ameriky ve Vietnamu, obrázek ukazuje mladou dívku Jan Rose Kasmirovou s květinou v ruce a laskavým pohledem v očích, stojící před několika vojáky s puškami, umístěnými za účelem blokování protestujících. Riboud řekl o fotografii: „Právě mluvila, pokoušela se zaujmout vojáky, možná se s nimi pokusila vést dialog. Měl jsem pocit, že se jí vojáci báli víc, než se bála ona jejich bajonetů.“

## Rodina
V roce 1961 se Riboud oženil s americkou sochařkou Barbarou Chase, která žila v Paříži. Měli dvě děti. Byla známá díky svému románu Sally Hemings (1979), který získal kladné ohlasy a stal se bestsellerem. Rozvedli se před rokem 1981.
Později se oženil s Catherinou Chaine, novinářkou a spisovatelkou.
Riboud zemřel v Paříži dne 30. srpna 2016 ve věku 93 let.

## Publikace
- Women of Japan (Japonské ženy), text Christine Arnothy, Londýn a Utrecht, Andre Deutch, 1959.
- Visions of China, Photographs 1957-1980. Pantheon Books, 1981. ISBN 978-0-394-74840-5
- Three Banners of China. Macmillan, 1966. ISBN 978-3-7611-0609-9
- Photographs at Home and Abroad. Abrams, 2000. ISBN 9780810915664
- Photo Poche 37: Marc Riboud ISBN 978-2867540509
- Marc Riboud: photos choisies 1953-1985. Paris: Musee d'art moderne de la ville de Paris, 1985. ISBN 978-2-85346-000-2
- Marc Riboud: l'embarras du choix
- Marc Riboud: Journal. by Claude Roy. New York: Harry N. Abrams, 1988. ISBN 978-0-8109-1566-4
- Marc Riboud in China: Forty Years of Photography New York: Harry N. Abrams, 1997. ISBN 978-0-8109-4430-5
- Marc Riboud: 50 Years of Photography by Annick Cojean. Flammarion, 2004. ISBN 978-2-08-030447-6
- Grands Travaux à Paris: 1981-1995 with Seloua Luste Boulbina and Alexis Riboud. France: La Dispute, 2007. ISBN 978-2-84303-147-2
- Le Bon Usage du monde by Claude Roy. France: Éditions Rencontre, 1963.
- Istanbul, 1950–2000. With Jean-Claude Guillebaut. France: Imprimerie Nationale, 2003. ISBN 978-2-7433-0446-1
- Huang Shan
- The Face of North Vietnam. With Philippe Devilliers. Holt, Rinehart, and Winston, 1970. ISBN 978-0-03-085325-8
- Chine: Instantanés de Voyage. France: Arthaud, 1980. ISBN 978-2-7003-0334-6
- Bangkok with William Warren. Weatherhill/Serasia, 1976. ISBN 9780834818507
- Angkor: The Serenity of Buddhism. London: Thames and Hudson, 1993. ISBN 978-0-500-54182-1
- Angkor: Sérénité bouddhique. France: Institut Geographique National, 1998. ISBN 978-2-11-081154-7

## Výstavy
- 1964 Ústav umění, Chicago
- 1958 Photographs From The Museum Collection (Muzeum moderního umění, New York)[11]
- 1959 30th Anniversary Special Installation - Towards the "New" Museum (Museum of Modern Art, New York)[12]
- 1960 Photographs for Collectors (Museum of Modern Art, New York)[13]
- 1963 Marc Riboud (The Art Institute, Chicago)
- 1964 Edward Steichen Photography Center (Museum of Modern Art, New York)[14]
- 1966 China (Institute of Contemporary Art, Londýn)
- 1967 China (The Photographers Gallery, Londýn)
- 1974 Marc Riboud (The Photographers Gallery, Londýn)
- 1975 Nord Vietnam (Rote Fabrik, Zurich)
- 1975 Against the Odds by Marc Riboud (International Center of Photography, NY)[15]
- 1977 Marc Riboud (Galerie Municipale, Toulouse)
- 1978 Marc Riboud (Galerie Agathy Gaillardové, Paříž)
- 1981 From China & Elsewhere (Gallery Photograph, NY)
- 1981 China (The Photographers Gallery, Londýn)
- 1982 China (Galerie Photo, Geneva)
- 1984 Hommage à Marc Riboud (Centre d'action culturelle and 'China' Galerie ACPA, Bordeaux)
- 1985 Rétrospective (Musée d'Art moderne de la Ville, Paříž)
- 1988 Marc Riboud (Galerie Agathy Gaillardové, Paříž)
- 1988 Marc Riboud (International Center of Photography, NY)
- 1996 China, Travelling Exhibition (Centre National de Photographie, Paříž - Barbican, Londýn - International Center of Photography, NY)
- 2004 Rétrospective (Maison européenne de la Photographie, Paříž)
- 2008 Les Inédits de Marc Riboud (Atelier Publimod, Paříž)
- 2008 Home On The Road (Howard Greenburg, New York)[16]
- 2009 Marc Riboud. L'Instinct de l'instant. 50 Years of Photography (Musée de la Vie romantique, Paříž)
- 2009 China 1954-2004 (Month of Photography Asia, Singapore)
- 2010 Krishna Riboud's Garden (Musée des Arts asiatiques—Guimet, Paříž)
- 2014 Portraits of the 20th Century (Peter Fetterman Gallery, Santa Monica)[17]
- 2015 Marc Riboud (Salon Galic Croatian Association of Visual Artists, Croatia)[18]
- 2018 The World of Marc Riboud (Leica Gallery Tokyo, Tokyo)[19]
- 2025 Peace in the Making, výstava představující výběr významných a ikonických děl fotografa agentury Magnum, zachycujících podstatu míru ve světě po válce, Atlas Gallery, Londýn, 2. května – 21. června 2025[20]